# Caperonia latior
Caperonia latior är en törelväxtart som först beskrevs av Robert Hippolyte Chodat och Emil Hassler, och fick sitt nu gällande namn av Ferdinand Albin Pax och Käthe Hoffmann. Caperonia latior ingår i släktet Caperonia och familjen törelväxter.
Artens utbredningsområde är Paraguay. Inga underarter finns listade i Catalogue of Life.